# Injektivna preslikava
Ínjektivna preslikáva ali injékcija je v matematiki preslikava {\displaystyle f:A\rightarrow B}, ki preslika katerakoli dva različna elementa iz množice {\displaystyle A} vedno v različni sliki v množici {\displaystyle B}:
{\displaystyle \forall x\forall y(x\neq y\Rightarrow f(x)\neq f(y))}.
Če sta {\displaystyle f:A\rightarrow B} in {\displaystyle g:B\rightarrow C} injektivni preslikavi, potem je tudi kompozitum {\displaystyle g\circ f:A\rightarrow C} injektiven.

## Zgledi
- Zgoraj injektivna funkcija, spodaj neinjektivna funkcijaFunkcija {\displaystyle f(x)=2^{x}} je injekcija, saj preslika različne podatke v različne rezultate.
- Funkcija {\displaystyle f(x)=x^{3}} je injekcija, saj preslika različne podatke v različne rezultate.
- Funkcija {\displaystyle f(x)=x^{2}} ni injekcija, saj preslika različna podatka, npr. {\displaystyle f(1)} in {\displaystyle f(-1)}, v isti rezultat.